# Eine Hexe in unserer Familie
Eine Hexe in unserer Familie (DVD-Titel: Eine Hexe in der Familie) ist ein schwedischer Kinderfilm des Regisseurs Harald Hamrell aus dem Jahr 2000. Er entstand nach dem Buch von Ulf Stark.

## Handlung
Die siebenjährige Maria denkt, dass ihr kleiner Bruder eine Plage ist. Zudem muss sie ihr Zimmer mit ihm teilen. Als dann ihr kleiner Bruder auch noch eine ihrer Puppen kaputtmacht, reicht es ihr endgültig. Doch ihre Eltern wollen ihr kein eigenes Zimmer geben.
Maria lernt die neunjährige Makka kennen. Diese zieht gerade in der Nachbarschaft ein. Makka hat eine Kristallkugel, von der sie behauptet, dass diese magische Fähigkeiten hat. Die Kugel erfüllt jeden Wunsch. Dies muss Maria natürlich ausprobieren. Und so wünscht sie, dass ihr Bruder verschwindet, damit sie ihr eigenes Zimmer bekommt.
Zunächst passiert allerdings nichts. Am nächsten Tag wird Maria krank. Sie muss zuhause bleiben. Ihre Eltern bemühen sich um ein Kindermädchen. Diesen finden sie schließlich in Gerda, einer alten Frau. Maria findet Gerda ziemlich unheimlich. Und Makka hat schnell die Lösung gefunden. Gerda muss eine Hexe sein. Diese ist nach dem Wunsch gekommen, um Marias kleinen Bruder mitzunehmen. Zunächst einmal versuchen die Mädchen festzustellen, ob ihre Vermutung richtig ist. Dazu gibt es verschieden „Hexenproben“, die Makka in dem Buch gefunden hat. Dies bestätigt ihren Verdacht.
Maria tut ihr Wunsch inzwischen leid. Und als Gerda mit ihrem kleinen Bruder einen Ausflug machen will, scheint dessen Schicksal besiegelt. Dies muss Maria verhindern. Und so bietet sie sich an, statt ihres Bruders. Todesmutig steigt sie zum Kessel empor. Doch dann klärt sich alles auf. Gerda ist doch keine Hexe. Keiner hat vor, Kinder in dem Kessel zu kochen. 
Und zum achten Geburtstag erwartet Maria eine riesige Überraschung; ihr eigenes Zimmer. Da Maria wieder gesund ist, muss Gerda nicht mehr zum Einhüten kommen. Sie verspricht, nochmals zu winken, wenn sie geht. Maria und Makka blicken aus dem Fenster. Doch was ist das? Wo ist Gerda geblieben. Eben war sie doch noch auf der Straße. Und etwas scheint am Himmel wegzufliegen. Gibt es etwa auch gute Hexen? Und Gerda hatte doch versprochen zu winken. Da blättert ein Windstoß das Buch auf, in dem Makka alle Informationen über Hexen gefunden hatte. Das Buch bleibt aufgeschlagen liegen, die Hexe auf dem Bild sieht aus wie Gerda und tatsächlich winkt die Figur.

## Auszeichnungen
- 2000 Nordische Filmtage in Lübeck, Preis der Kinderjury